# Adolph Sutro
Adolph Heinrich Joseph Sutro (Aken, 29 april 1830 - San Francisco, 8 augustus 1898) was een Duits-Amerikaans ondernemer en politicus. Sutro was van 1895 tot het einde van 1896 de 24e burgemeester van San Francisco. Verschillende gebouwen en plaatsnamen in San Francisco, zoals Mount Sutro, Sutro Baths en Sutro Tower, herinneren aan zijn bestaan.
- Gemeinsame Normdatei: 119067110
- International Standard Name Identifier: 0000 0000 6677 5555
- Library of Congress Control Number: n85386478
- Nationale Bibliotheek van Israël: 987007268606605171
- SNAC: w6mg7z2c
- Virtual International Authority File: 52491306
- WorldCat: E39PBJmdpRRP9bdv6V8WCdT4MP